# Kościół i klasztor Saint Merri w Paryżu
Kościół Saint Merri w Paryżu (św. Mederyka) – szesnastowieczny, późnogotycki kościół znajdujący się w IV okręgu paryskim, na prawym brzegu Sekwany, u zbiegu ulic Saint-Martin i Cloître Saint-Merri.

## Historia
Kult św. Mederyka jest znany na terenie Paryża od IX w. Mederyk był opatem z Autun, który w VII w. udał się na pielgrzymkę do Paryża i zmarł wkrótce po dotarciu do celu na terenie opactwa znajdującego się na miejscu dzisiejszego kościoła. W 884 r. został uznany za świętego patrona prawego brzegu Sekwany (przypisywano mu cudowne ocalenie Paryża przed Normanami i chociaż jego pełne imię brzmiało Medericus, w ludowym kulcie funkcjonował jako Merri).
Obecny kościół wybudowano na miejscu wcześniejszego w pierwszej połowie XVI w. w stylu późnego gotyku. Projekt kościoła świadomie naśladował układ wnętrza zastosowany także w paryskiej Notre Dame (chór i nawa równej długości) i dlatego obiekt zyskał popularną nazwę „Małej Notre Dame”. Urzędowało w nim siedmiu kanoników. W XVII i XVIII wieku przeszedł przebudowy, które dodały do wnętrza, w mniejszym stopniu także do wyglądu fasady, elementy barokowe. Architekt Germain Boffrand dobudował jedną kaplicę do zabudowań klasztoru. Jako jedna z nielicznych świątyń nie doznał on poważniejszych zniszczeń w czasie rewolucji francuskiej.
Najbardziej dramatyczną kartę swoich dziejów zapisał w czasie republikańskiego powstania w 1832 r., kiedy grupa powstańców, robotników i chłopów, zbudowała w jego bezpośrednim sąsiedztwie olbrzymią barykadę, zaś w budynkach klasztornych zainstalowało się jej dowództwo. Umocnień broniło kilkaset osób pod dowództwem robotnika Jeanne'a, którzy bohatersko bronili się przez dwa dni przed przeważającymi siłami Gwardii Narodowej. Republikanom nie udało się jednak opanować samego budynku kościoła i dzięki temu budynek wyszedł bez większego szwanku. Klasztor tymczasem stał się areną masakry obrońców i stał dla francuskiej lewicy jednym z symboli walki z monarchią i uciskiem. Odwołania do niego znajdziemy m.in. w wierszach pisanych przez komunardów z 1871.

## Architektura

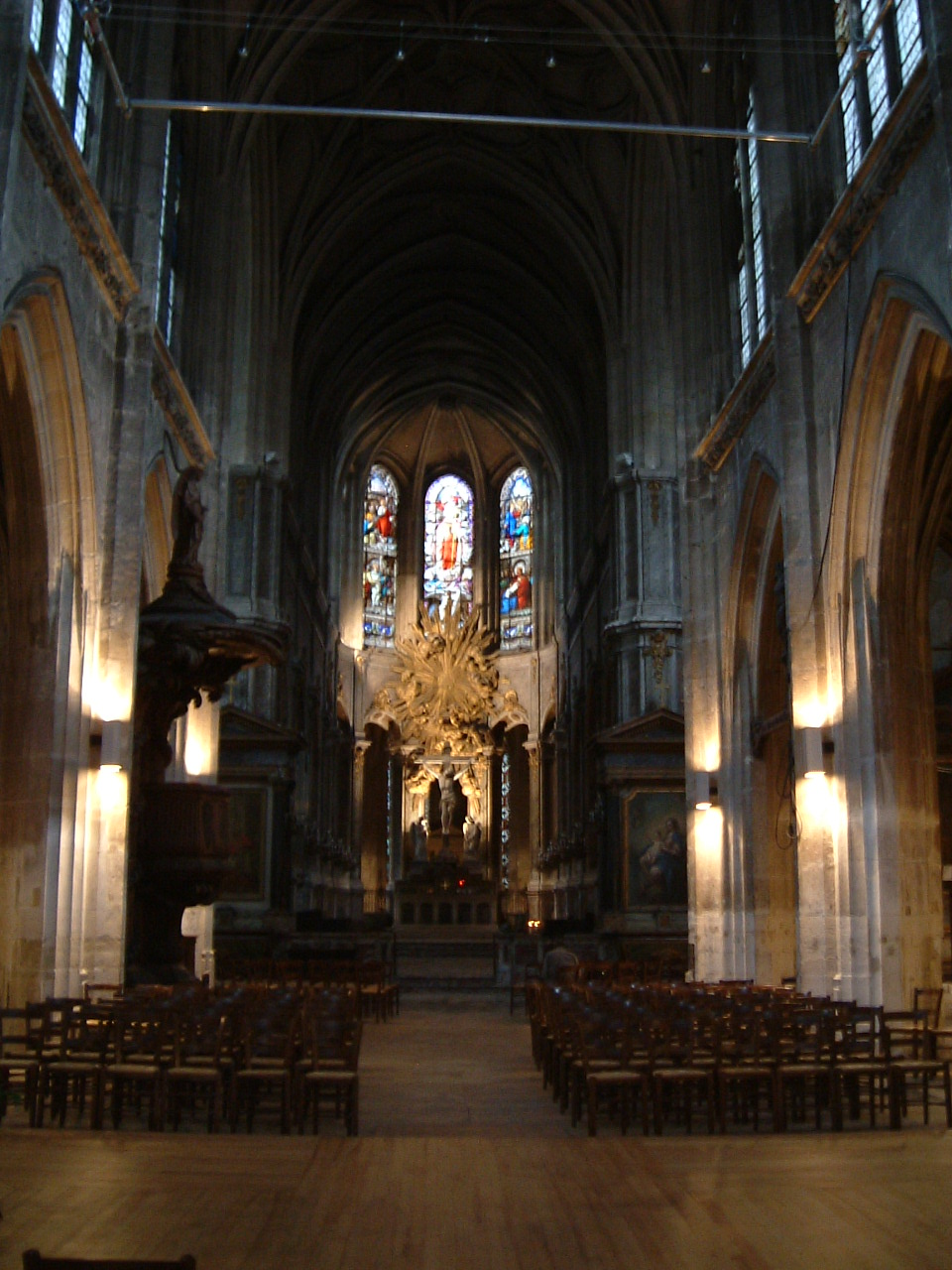
Wnętrze kościoła

Fasada budynku jest asymetryczna, nie posiada rozety, lecz jedno duże okno witrażowe. Drzwi dekoruje obszerny portal. Zarówno na fasadzie kościoła, jak i na ścianie bocznej (od ulicy Cloître Saint Merri) rynny kościoła kończą rzeźby gargulców. Na fasadzie nie ma bogatej dekoracji rzeźbiarskiej. Ogranicza się ona do jednej ozdobnej wieżyczki w stylu gotyku płomienistego. Dzwonnica kościelna pochodzi z XVIII w., zawieszony został na niej najstarszy zachowany do naszych czasów dzwon w Paryżu, pochodzący z 1331 r. Jedno z okien od ulicy Saint-Martin oraz otaczający je fragment muru to oryginalne fragmenty wcześniejszego, dwunastowiecznego kościoła na tym miejscu.
Wnętrze kościoła nie jest bogato zdobione. Najważniejsze komponenty to ołtarz główny z figurą Chrystusa Ukrzyżowanego 1753 (barokowy), ołtarz boczny z tego samego okresu oraz organy. Instrument ten zbudował Cliquot w 1781, w XIX wieku grał na nich znany kompozytor Camille Saint-Saëns. Również i dziś koncerty organowe w Saint-Merri są ważną częścią życia kulturalnego dzielnicy.